# Чала
Чала е село в Южна България. То се намира в община Борино, област Смолян.

## География
Село Чала се намира в планински район в Западните Родопи. Най-малкото населено място в община Борино. Средната надморска височина е 1450 м.

## Религии
Населението е изцяло помашко и изповядва исляма.

## Обществени институции
- Кметство с. Чала;
- Мюсюлманско джамийско настоятелство;

## Културни и природни забележителности
В близост до Чала са скалният феномен-природна забележителност „Дяволски мост“ и защитената територия Буйновско ждрело и Ягодинска пещера, както и първенеца на този район връх Виденица (Гьоз тепе) —1652 м, намиращ се на 3—4 км от населеното място. На върха могат да се видят мегалити и старинни зидове, свидетелство за тракийски езически обичаи. По време на архологически разкопки през 1930 г. е намерена мраморна глава на императрица Юлия Паула – понастоящем изложена в Археологически музей Пловдив. От село Чала се открива прекрасна гледка към скалния венец връх Ушите – 502 м., на който са монтирани телевизионни антени, а от 4 – 5 години функционира туристическа атракция – Орлово око, бетонова площадка, надвесена на 700 м над живописното Буйновското ждрело. Гореизброените забележителности могат да посетят по маркирани екопътеки.
На 9 км в посока Гьоз тепе се намира бившата застава Чавдар на поляните Чирла. В района изобилстват манатарки и боровинки.